# Mitsuru Hasegawa
Mitsuru Hasegawa (長谷川 満 Hasegawa Mitsuru?, nacido el 3 de febrero de 1979 en Fukui) es un exfutbolista japonés. Jugaba de delantero y su único club fue el Kataller Toyama de Japón.

## Trayectoria

### Clubes
| Club            | País  | Año         |
| --------------- | ----- | ----------- |
| Kataller Toyama | Japón | 2001 - 2010 |